# Luigny
 Luigny  es una población y comuna francesa, en la región de Centro, departamento de Eure y Loir, en el distrito de Nogent-le-Rotrou y cantón de Authon-du-Perche.

## Demografía
| 477 | 446 | 441 | 347 | 342 | 376 |
| Para los censos de 1962 a 1999 la población legal corresponde a la población sin duplicidades (Fuente: INSEE [Consultar]) |     |     |     |     |     |